# Ferdinand Schulz (Segelflieger)

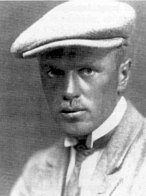
Ferdinand Schulz, 1927

Ferdinand Schulz (* 18. Dezember 1892 in Pissau, Ostpreußen; † 16. Juni 1929 in Stuhm) war ein deutscher Pionier des Segelflugs. Mit einfachsten, selbst gebauten Segelflugzeugen schaffte er im Aufwind der Dünen von Rossitten Rekordflugdauern. 1927 hielt er alle Weltrekorde im Segelflug. Er trug wesentlich zu einer breiten Begeisterung für den Segelflug im In- und Ausland bei. In Nida (Litauen) (Nidden) wurde 1998 ein zweisprachiges Denkmal errichtet.

## Leben
Ferdinand Schulz war das erste von 12 Kindern des Ehepaars Ferdinand und Rosi Schulz, geborene Scharnick. Der Vater war Dorfschullehrer im katholischen Ermland. 1899 erfolgte die Einschulung in die einklassige Volksschule in Pissau, an der sein Vater als einzige Lehrkraft tätig war. 1904 kam Schulz auf das Gymnasium in Braunsberg. Dort wohnte er bei seiner Tante. Von 1905 bis 1911 besuchte er die Präparandenanstalt zu Rößel und dann in Thorn das Lehrerseminar.
Ab 1. April 1914 leistete Schulz seine Wehrpflicht als Einjährig-Freiwilliger im Danziger Infanterie-Regiment Nr. 128 ab; er wurde dem 3. Bataillon in Danzig-Langfuhr zugeteilt. Schon am ersten Tag des Ersten Weltkriegs, dem 1. August 1914, wurde er verwundet und im Dezember 1914 zum Gefreiten befördert sowie ausgezeichnet mit dem EK II (Eisernes Kreuz 2. Klasse) für „Tapferkeit vor dem Feinde“.
Als Infanterist hatte Schulz nach zweimaliger Verwundung um Versetzung zur Fliegertruppe ersucht. Nachdem diese 1917 bewilligt worden war, flog er bis zum Kriegsende ein Halberstadt-Schlachtflugzeug mit 160 PS, und wurde mehrfach ausgezeichnet als Führer einer Flugstaffel. Nach dem Krieg arbeitete Schulz ab 1919 als Lehrer an der katholischen Volksschule in Jehlenz, Kreis Tuchel.
Ferdinand Schulz entdeckte die Eignung der Dünen bei Rossitten auf der Kurischen Nehrung für den Segelflug. Er ist der Begründer des Segelflugs in Ostpreußen und der berühmten Segelflugschule in Rossitten, die später zur Rhön-Rossitten-Gesellschaft gehörte. Hier sind auch die späteren Weltrekordler Günther Groenhoff, sein bekanntester Schüler, und der Wiener Robert Kronfeld geflogen. Prominente wie Wernher von Braun, Hanna Reitsch, Ernst Udet und die Weltrekordflieger Heini Dittmar und Kurt Schmidt erwarben hier ihre Flugscheine.
1922/23 leitete F. Schulz auf dem Rossgarten in Königsberg eine Werkstatt zum Bau von Segelflugzeugen. Hier konstruierte der Unermüdliche bereits seit 1921.
Sieben seiner „Flugkisten“, so auch die FS 3, die „Besenstielkiste“, gingen in die Geschichte des Segelflugs ein. Diesen Namen erhielt sie nicht zu Unrecht, denn zwei Besenstiele dienten zur Betätigung der oberhalb des dürftigen Sitzbrettes angebrachten Steuerung. Dazumal wohnte Schulz dort in der Hindenburgstraße Nr. 27. An Wochenenden zog er oftmals mit seinen Zöglingen zu Flugversuchen in die Dünen der Kurischen Nehrung.
Mit der weiterentwickelten FS2 reiste er 1921 zum zweiten Rhönwettbewerb auf der Wasserkuppe und wurde dort wegen Sicherheitsbeanstandungen zum Wettbewerb nicht zugelassen. Daraufhin baute er das Segelflugzeug FS3 mit Gitterfachwerkrumpf. Da dieses Flugzeug bei der "vierten Rhön 1923" von der Technischen Kommission aus Festigkeitsgründen nicht abgenommen wurde, flog er dort außer Konkurrenz und erhielt einen Sonderpreis. F. Schulz wurde technischer und sportlicher Leiter des im Mai 1925 in Marienburg gegründeten Westpreußischen Vereins für Luftfahrt. Er erneuerte 1927 seine Motorfluglizenz und warb mit einem GMG-Hochdecker auf Flugtagen für den Luftsport. Ab Anfang 1929 wurde er auch noch der erste Motorfluglehrer bei der Akademischen Fliegergruppe Danzig, die ihm zu Ehren bereits 1927 ihren Schulgleiter Dz 3 „Onkel Ferdinand“ genannt hatte. Am 16. Juni 1929 sollte er anlässlich der Einweihung eines Kriegerdenkmals über dem Marktplatz von Stuhm mit einem Motorflugzeug eine Ehrenrunde drehen und einen Kranz abwerfen. Beim Anflug auf Stuhm am Hintersee brach die Strebe einer Tragfläche. Das Flugzeug stürzte auf den Marktplatz. Schulz und sein Kopilot Bruno Kaiser kamen ums Leben. Das Grabmal des „Ikarus von Ostpreußen“ steht auf dem Friedhof von Lidzbark Warmiński (Heilsberg).
Ferdinand Schulz war unverheiratet.

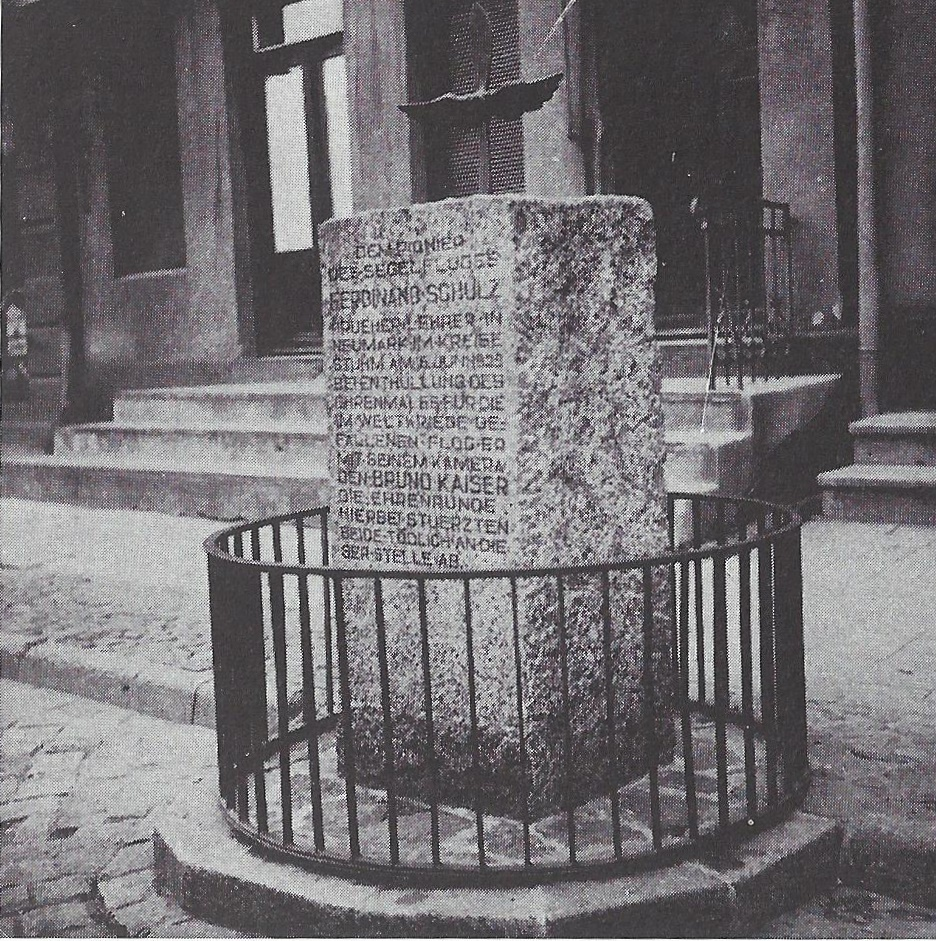
Denkmal in Sztum/Polen, Stadt-Zentrum (Stuhm), Absturzstelle 1930
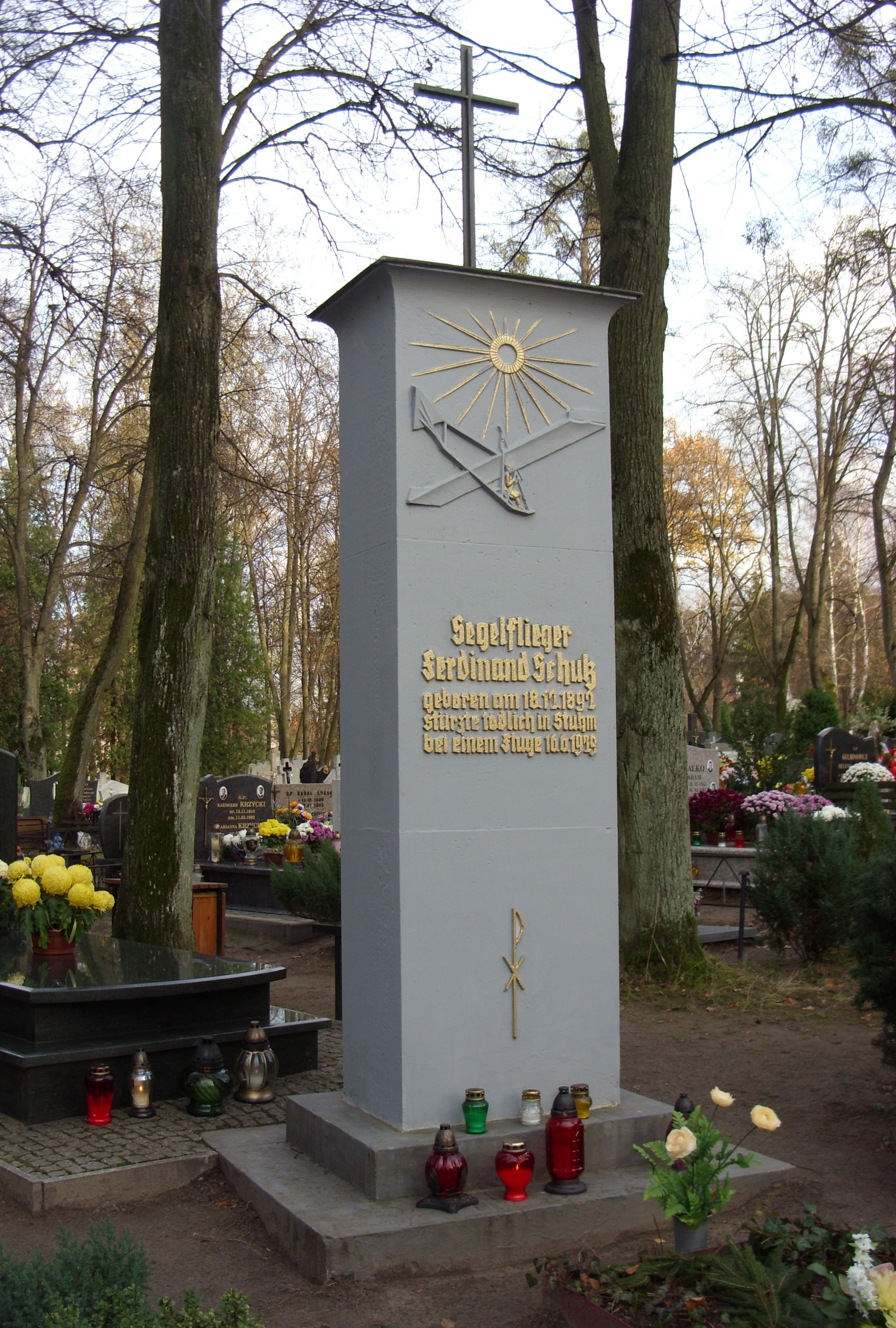
Grab mit Monument in Lidzbark Warmiński (Heilsberg/Ostpreußen)
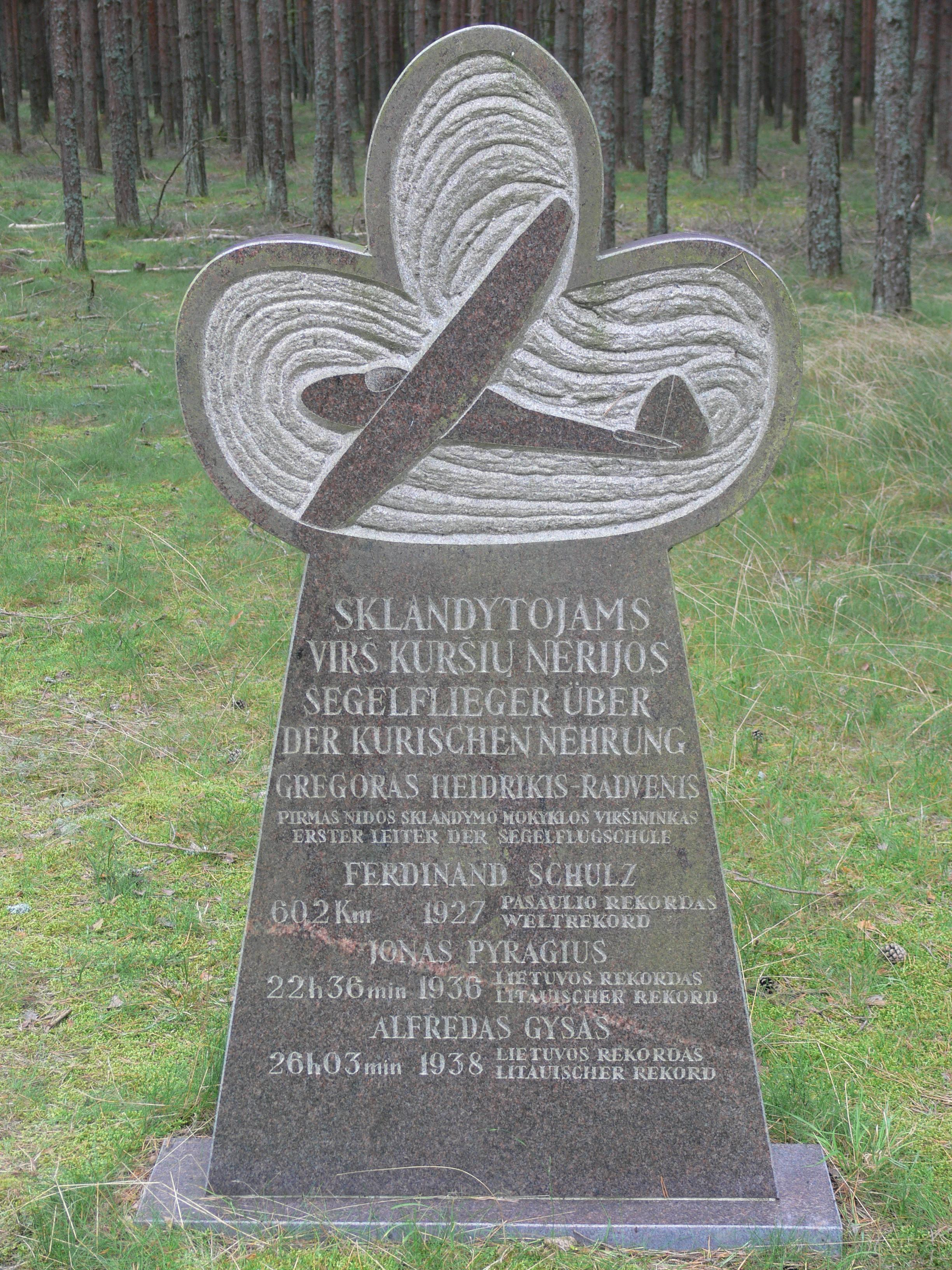
Denkmal in Nida/Litauen (Nidden/Kurische Nehrung, Ostpreußen)

## Leistungen

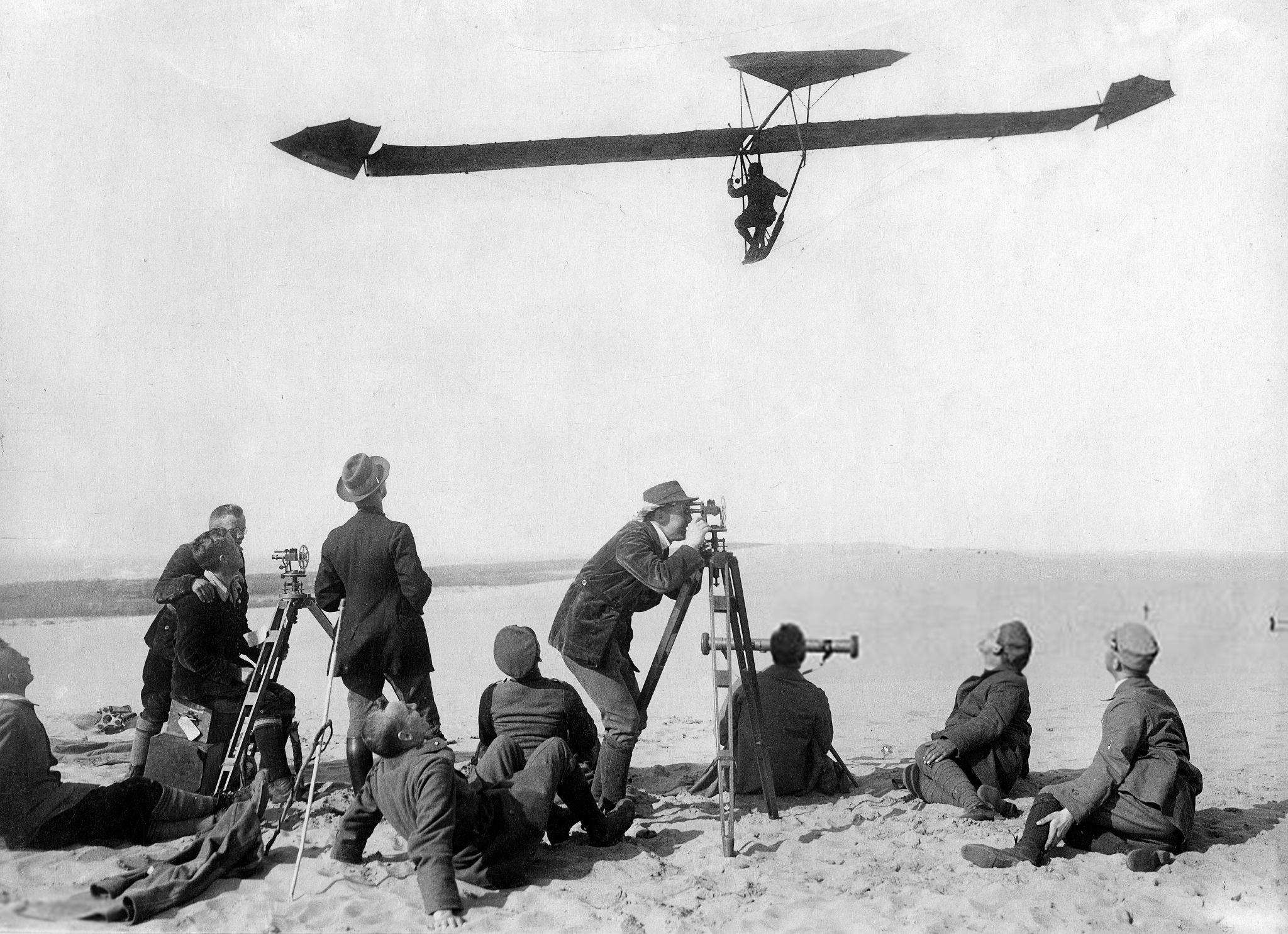
Am 11. Mai 1924 stellt Schulz während des 2. Küstenflugwettbewerbs in Rossitten auf seiner „Besenstielkiste“ mit 8:42 h einen Dauerflug-Weltrekord im Segelflug auf.

- 11. Mai 1924: Mit der FS3, Spitzname Besenstielkiste, flog Ferdinand Schulz beim 2. Küstenflugwettbewerb in Rossitten mit 8:42 h eine Weltbestleistung im Dauerflug.[1] (Wie schon seine FS2 im Jahr 1921 war seine FS3 im Jahr 1923 wegen Sicherheitsbeanstandungen beim Rhönwettbewerb nicht zugelassen worden.)
- 2. Oktober 1925: Schulz startete auf Moritz – einer Weiterentwicklung des Vampyr – auf dem sowjetischen 3. Allunions-Segelflugwettbewerb auf der Krim und stellte zwei neue Rekorde auf: Dauerflug-Weltrekord (12:07 h)[1] und Höhenflug-Weltrekord (435 Meter).
- 3. Juli 1926: Dauerflugweltrekord für Doppelsitzer in Rossitten mit der Coethen über 9:21 h[1]
- 3. Mai 1927: Mit der Westpreußen stellte Schulz beim 4. Küstenflugwettbewerb in Rossitten einen Pendelstreckenrekord mit 455,8 km in 14:07 h auf und einen Geschwindigkeitsrekord (10 km mit durchschnittlich 54,45 km/h).
- 4. Mai 1928, Höhenweltrekord von 652 m in Grunau/Riesengebirge, Schlesien, heute Jeżów Sudecki.

## Ehrung, Segelflugpreis
- 1914, Eisernes Kreuz, Klasse II, für "Tapferkeit vor dem Feinde"
- 1918, Verwundetenabzeichen;
- 1918, Eisernes Kreuz, Klasse I
- 1918, Beförderung zum „Leutnant der Reserve“
- Militär-Flugzeugführer-Abzeichen (Preußen)
- 1921, Trostpreis von 1000,- Mark für „Gewagter Flug“ – beim Rhön-Segelflugwettbewerb 1921 wurde die FS2 wegen Sicherheitsmängel von der Jury nicht zugelassen. Außerhalb des Wettbewerbs machte er dann 8 Starts vom Pelzner-Hang. Bei einem legte er in 4,6 Sekunden eine Strecke von 365 m zurück und erhielt dafür diesen besonderen Preis.
- 1922, beim "3. Rhön-Segelflug-Wettbewerb", von 9. bis 24. August 1922, erhielt F. Schulz für seine Flugleistungen u. a. einen Sonderpreis von 10.000 Mark.
- 1923, Gewinn des Hauptpreises am 23. Mai 1923 beim "1. Küsten-Segelflug-Wettbewerb 1923", in Rossitten/Kurische Nehrung (Dauerflugstrecke 5,2 km mit der Besenstielkiste "FS3"); überreicht von Prinz Heinrich von Preußen, damals eine große Ehre.
- 1923 Verleihung des Segelflug-Abzeichens, eine bedeutende sowie begehrte Auszeichnung des DEUTSCHEN MODELL- und SEGELFLUG-VERBANDES für Förderung des Segelflugsports durch besonders hervorragende, fliegerische, wissenschaftliche und technische Leistungen.
- 1925, Ehrung mit der erstmals und bis heute einmalig verliehenen „Medaille in Keramik“ (die normale aus Metall hatte er bereits in seinem Besitz – seinerzeit die höchste Auszeichnung des Deutschen Modell- und Segelflugverbandes für Segelflieger) nach der Rückkehr von der erfolgreichen Teilnahme (2 Siege/Weltrekorde) am „3. Krim-Allunion-Segelflugwettbewerb 1925“ in Russland.
- 1925, beim "Segelflug-Wettbewerb in Rossitten/Kurische Nehrung, von 29. April bis 17. Mai 1925", erhielt F. Schulz für seinen schwierigen Nachtflug mit seiner FS9 ("Königin Luise" genannt) einen Sonderpreis,
- 1927, Umbenennung des Schulgleiters "Dz 3" der Akaflieg der TH Danzig in "Onkel Ferdinand" zu Ehren des späteren ersten Motorfluglehrers, Ferdinand Schulz.
- 1929, Akaflieg Danzig, Benennung einer Studentengruppe mit "KAMERADSCHAFT FERDINAND SCHULZ" nach dem ehemaligen dortigen Motorfluglehrer als eine besondere Ehrerweisung.
- Namensgebung 1935 für die Grundschule in Marienburg-Willenberg/Ostpreußen – „Ferdinand-Schulz-Volksschule“ – bis 1945, heute polnische Grundschule Nr. 3.
- Namensgebung für die katholische Grundschule in Neumark/Stuhm, Westpreußen – „Ferdinand-Schulz-Volksschule“ – bis 1945.
- Ferdinand-Schulz-Allee – diesen Namen erhielt nach dem Zweiten Weltkrieg die Zufahrtstraße zum alten Flugplatz München-Schleißheim.
- Ferdinand Schulz-Straße in Köthen/Anhalt,
- Ferdinand Schulz-Straße – Straßenbenennung in Gołdap/Ostpreußen (Name bis 1945)
- Ferdinand-Schulz-Straße – Straßenbenennung in Heilsberg/Ostpreußen (Name bis 1945)
- Ferdinand-Schulz-Straße – Straßenbenennung in Allenstein/Ostpreußen (Name bis 1945)

## Gedenkstätten
- 1945, bis Kriegsende des Zweiten Weltkrieges befand sich eine FERDINAND-SCHULZ-Gedenktafel an der Kath. FERDINAND-SCHULZ-Volksschule in Neumark/Kulm sowie an der Dorfschule in Waldensee (vorher Pissau), Geburtsort von Ferdinand Schulz;
- 1929, Monument in Stein, Ehrengrabstätte, Waldfriedhof in Heilsberg/Ostpreußen, gestiftet von seinen Flugschülern (erhalten);
- 1929, Gedenkstein mit aufgesetzter F.-Schulz-Büste, Marienburg, Ehrenhof des Neuen Rathauses, seit 1945 verschollen, wiedergefunden und 2011 auf dem Danziger Platz, nahe dem alten Standort, wieder aufgestellt (zusätzlich mit Text in polnischer Sprache) – aber ohne Büste (weiterhin verschollen); ein Foto des vollständigen alten Gedenksteins mit Büste ist in der Zeitschrift, OSTPREUSSEN-Blatt vom 25. Oktober 1969, S. 10, zu sehen. Gemäß Internet-Info (Facebook) aus Polen bemüht sich dort die Kulturwelt intensiv um die Reproduktion der "F.-Schulz-Büste"; sie soll schon bald aufgestellt werden.
- 1930, Gedenkstein (Vierkantsäule aus Granit auf rundem Podest, eingezäunt mit 0,75 m hohem Eisengitter), Marktplatz Stuhm (Absturzstelle), erhalten
- 1928, Gedenkstein (Granitblock mit Inschrift: „An den Segelflugpiloten Ferdinand Schulz – 1928“), Willenberg bei Marienburg, Segelfluggelände, verschollen
- 1998, Gedenkstein (Granit), Nidda, Litauen, Inschrift in litauischer und deutscher Sprache: Segelflieger über der Kurischen Nehrung, Rekord-Segelflieger Ferdinand Schulz.
- 1999, Gedenkstein: Zur Erinnerung an den ersten Rekordflug durch Schulz am 1. Mai 1924 an der Kurischen Nehrung wurde 1999 durch den Aeroclub Kaliningrad, den Deutschen Aero-Club und die Verwaltung des Nationalparks Kurische Nehrung in Lesnoi (früher Sarkau) ein zweisprachiges Denkmal (deutsch, russisch) errichtet
- 2006, Gedenktafel, Malbork, Polen (bis 1945 Marienburg/Ostpreußen), Danziger Platz, Inschrift in polnischer und deutscher Sprache: „In diesem Haus wohnte in den Jahren 1927–1929 der vielmalige Segelflieger-Weltmeister Ferdinand Schulz.“ (ursprüngliche Inschrift: "Ferdinand Schulz, Weltmeister im Segelflug, Begründer des Segelfluges in Marienburg, Lehrer an der St. Johannisschule, wohnte in diesem Hause bis zu seinem Fliegertod am 16. Juni 1929").
- 2009, Gedenktafel an der ehemaligen ev. Kirche am Marktplatz in Stuhm, Text in polnischer Sprache und deutscher Übersetzung: „Zum 80. Jahrestag des tragischen Todes von FERDINAND SCHULZ, Lehrer, Konstrukteur und Weltmeister - - - wie auch seines Freundes, Bruno Kaiser.“30. Mai 2009 – Die Bewohner des Landkreises Stuhm.
- Heimatmuseum in Rybatschi, Russland (früher Rossitten/Kurische Nehrung), Ausstellung des Nachbaus der „Besenstielkiste“.
- Deutsches Museum in München, Ausstellung des Nachbaus der „Besenstielkiste“, Modell 1:25.
- Deutsches Segelflugmuseum auf der Wasserkuppe (Rhön), 1. Ausstellung "West- und Ostpreussische Segelfluggeschichte von 1920 bis 1945" von Mai 1999 bis Pfingsten 2000; 2. Dauerausstellung des Nachbaus der „Besenstielkiste“.
- Museum KULTURZENTRUM OSTPREUSSEN in Ellingen/Bayern, Ausstellung: Ferdinand Schulz in Text und Bild.
- OSTPREUSSISCHES LANDESMUSEUM in Lüneburg, Ausstellung: „Mit Windkraft und Propeller!“, Bilder aus ostpreussischer Luftfahrtgeschichte, mit Text und Bild über FERDINAND SCHULZ.
- Westpreußisches Landesmuseum, 48231 Warendorf, Klosterstraße 21, Ausstellung: "Der Segelflieger FERDINAND SCHULZ – sein Weltrekord mit der BESENSTIELKISTE vor 70 Jahren", v. 26. März bis 25. Juni 1994.
- Kulturhäuser in Stuhm und Marienburg, Polen, Ausstellung 1994 über den Segelflugweltmeister, Ferdinand Schulz.